# Amir Johnson
Amir Jalla Johnson (Los Ángeles, California, 1 de mayo de 1987) es un exjugador de baloncesto estadounidense que disputó 17 temporadas como profesional. Con 2,06 metros de altura, jugaba en la posición de alero. Desde 2023 es asistente técnico.

## Trayectoria deportiva

### Instituto
Jugó en los institutos de Pacific Hills, Verbum Dei y Westchester durante cuatro temporadas, promediando 19,6 puntos, 14,6 rebotes y 8,2 tapones por partido.
A pesar de haberse comprometido con la Universidad de Louisville, finalmente se declaró elegible para el draft.

### Profesional

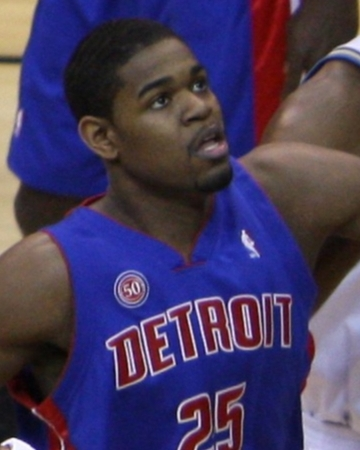
Amir con Detroit en 2008.

Fue seleccionado por Detroit Pistons en el Draft de 2005 en la 56.º posición. Su primera canasta en la liga fue un impresionante mate ante Minnesota Timberwolves, el 24 de enero de 2006. 
Tras cuatro temporadas en Detroit, el 23 de junio de 2009, fue traspasado a Milwaukee Bucks como parte del intercambio entre Bucks, Pistons y San Antonio Spurs, en el que se incluía Richard Jefferson. Pero el 18 de agosto de 2009, fue traspasado a Toronto Raptors junto con Sonny Weems a cambio de Carlos Delfino y Roko Ukić.
El 8 de julio de 2010, renueva con Toronto, firmando por cinco años y $34 millones.
El 8 de diciembre de 2013, consigue su mejor registro anotador con 32 ante Los Angeles Lakers. Esa temporada firma sus mejores números en la liga, no perdiendo la titularidad y con más de 10 puntos por encuentro.
Después de seis años con los Raptors, el 1 de julio de 2015, firma como agente libre un contrato por 2 años y $24 millones con Boston Celtics.
Tras dos años en la franquicia de Boston, el 8 de julio de 2017, ficha como agente libre por los Philadelphia 76ers por 1 año y $11 millones. Al término de la temporada 2017-18 fue galardonado con el Premio Hustle y en julio de 2018 renueva por un año más con los Sixers. El 22 de febrero de 2019, se une voluntariamente al filial, los Delaware Blue Coats de la NBA G League, ya que no había disputado ningún encuentro con los 76ers desde el 26 de enero.
Después de dos años en Philadelphia, en noviembre de 2020, decide unirse a los NBA G League Ignite, un equipo de exhibición de la G League. Tras una temporada, el 28 de octubre de 2021, renueva por otra más con Ignite.

### Entrenador
El 30 de octubre de 2023, se une al cuerpo técnico de NBA G League Ignite como asistente.
En agosto de 2024 firma como asistente con Los Angeles Clippers.

## Estadísticas de su carrera en la NBA

### Temporada regular
| Año     | Equipo       | PJ  | PT  | MPP  | %TC  | %3P  | %TL   | RPP | APP | ROB | TPP | PPP  |
| ------- | ------------ | --- | --- | ---- | ---- | ---- | ----- | --- | --- | --- | --- | ---- |
| 2005-06 | Detroit      | 3   | 0   | 13.0 | .700 | .667 | 1.000 | 1.3 | 1.0 | .0  | .7  | 6.7  |
| 2006-07 | Detroit      | 8   | 0   | 15.5 | .545 | .000 | .786  | 4.6 | .4  | .6  | 1.6 | 5.9  |
| 2007-08 | Detroit      | 62  | 0   | 12.3 | .558 | .000 | .673  | 3.8 | .5  | .4  | 1.3 | 3.6  |
| 2008-09 | Detroit      | 62  | 24  | 14.7 | .595 | .000 | .657  | 3.7 | .3  | .3  | 1.0 | 3.5  |
| 2009-10 | Toronto      | 82  | 5   | 17.7 | .623 | .000 | .638  | 4.8 | .6  | .5  | 0.8 | 6.2  |
| 2010-11 | Toronto      | 72  | 54  | 25.7 | .568 | .000 | .787  | 6.4 | 1.1 | .7  | 1.2 | 9.6  |
| 2011-12 | Toronto      | 64  | 43  | 24.3 | .576 | .400 | .690  | 6.4 | 1.2 | .5  | 1.1 | 7.1  |
| 2012-13 | Toronto      | 81  | 38  | 28.7 | .554 | .385 | .727  | 7.5 | 1.5 | 1.0 | 1.4 | 10.0 |
| 2013-14 | Toronto      | 77  | 72  | 28.8 | .562 | .303 | .636  | 6.6 | 1.5 | .7  | 1.1 | 10.4 |
| 2014-15 | Toronto      | 75  | 72  | 26.4 | .574 | .413 | .612  | 6.1 | 1.6 | .6  | .8  | 9.3  |
| 2015-16 | Boston       | 79  | 76  | 22.8 | .585 | .233 | .570  | 6.4 | 1.7 | .7  | 1.1 | 7.3  |
| 2016-17 | Boston       | 80  | 77  | 20.1 | .576 | .409 | .670  | 4.6 | 1.8 | .7  | .8  | 6.5  |
| 2017-18 | Philadelphia | 74  | 18  | 15.8 | .538 | .313 | .612  | 4.5 | 1.6 | .6  | .6  | 4.6  |
| 2018-19 | Philadelphia | 51  | 6   | 10.4 | .503 | .300 | .756  | 2.9 | 1.2 | .3  | .3  | 3.9  |
| Total   | Total        | 870 | 485 | 21.1 | .570 | .332 | .673  | 5.4 | 1.2 | .6  | 1.0 | 7.0  |

### Playoffs
| Año   | Equipo       | PJ | PT | MPP  | %TC   | %3P  | %TL  | RPP | APP | ROB | TPP | PPP  |
| ----- | ------------ | -- | -- | ---- | ----- | ---- | ---- | --- | --- | --- | --- | ---- |
| 2008  | Detroit      | 8  | 0  | 5.4  | .750  | .000 | .500 | 1.6 | .1  | .0  | .4  | 2.6  |
| 2009  | Detroit      | 3  | 0  | 4.3  | 1.000 | .000 | .000 | 1.0 | .0  | .0  | .3  | .7   |
| 2014  | Toronto      | 7  | 7  | 27.3 | .654  | .000 | .750 | 6.0 | 1.0 | .4  | .6  | 11.0 |
| 2015  | Toronto      | 4  | 2  | 28.0 | .690  | .000 | .500 | 7.0 | 1.0 | .3  | .8  | 11.5 |
| 2016  | Boston       | 6  | 6  | 22.3 | .667  | .000 | .778 | 7.2 | .7  | .2  | 1.3 | 8.5  |
| 2018  | Philadelphia | 8  | 1  | 11.8 | .524  | -    | .800 | 2.9 | 1.1 | .3  | .1  | 3.3  |
| 2019  | Philadelphia | 4  | 0  | 5.0  | 1.000 | –    | –    | 1.3 | .5  | .3  | .0  | 2.0  |
| Total | Total        | 54 | 25 | 13.9 | .637  | .111 | .654 | 3.5 | .6  | .2  | .5  | 4.9  |

## Vida personal
Es hijo de Deneen Griffin y tiene una hermana, Indi, que jugó al baloncesto universitario.
Su primos, Kevin y Kaelin Burnett, son jugadores de la NFL.